# Tove Jensen
Tove Jensen (født 23. april 1958 i Sverige), populært kaldet Tiny Tove er en svensk pornoskuespiller, som var aktiv mellem 1979 og 1981. Efter tabet af sin far blev hun tilsyneladende indført i pornobranchen af sin mor.
Hendes første fem film var for Color Climax, der siden blev lavet om til 13 styk 16 mm kortfilm, nogle for Color Climax, eller til andre.

## Kontrovers
På trods af, at Tove Jensen juridisk set var voksen, så hun mindreårig ud. Dette skabte en stærk kontrovers i USA, hvor hun blev beskyldt for at være mindreårig. Det foreslås, at kontroversen skyldtes opdagelsen af, at den amerikanske pornoskuespiller Traci Lords havde lavet de fleste af sine film i alderen 15 til 17 år, og derfor skulle henlede opmærksomheden på, at sådanne ting forekom i europæiske pornografiske film i 1970'erne og 1980'erne.

## Filmografi

### Kortfilm
- Little Sexy Eva 1979 (EuroTeens)[2]
- Lolita Climax 1979 (EuroTeens)
- Film Orgy 1979 (EuroTeens)
- Lolita Orgasm 1979 (EuroTeens)
- Teenage Orgy 1979 (Pornorama)
- Teenage Tricks 1979 (CCC)
- Teach My Sister 1980 (CCC)
- Always Prepared 1980 (CCC)
- Young Flesh 1980 (CCC)
- Young Thai Tourist 1980 (CCC)
- Educating Tina 1980 (CCC)
- Birthday Surprise 1981 (CCC)
- Piss Service 1981 (CCC)

## Color Climax-kompilationer
- Dansk Hardcore 103
- Teenage Sex Orgy Party 828
- Teenage Bestsellers 252
- Teenage Bestsellers 260

## Magasiner
- Blue Climax 52 (CCC, Danmark)[2][3]
- Color Climax 102 (CCC, Danmark)
- Inspiration 33 (CCC, Danmark)
- Sex Bizarre 25 (CCC, Danmark)
- Sex Bizarre 47 (CCC, Danmark)
- Sex Cabaret 1 (Sverige)
- Teenage DreamGirls 13 (CCC, Danmark)
- Teenage Incest 2 (Tyskland)
- Teenage Sex 6 (CCC, Danmark, 1978)
- Teenage Sex 7 (CCC, Danmark, 1978)
- Teenage Sex 9 (CCC, Danmark, 1979)
- Teenage Sex 18 (CCC, Danmark, 1981)
- Teenage Sex 25 (CCC, Danmark, 1982)

## Eksterne links
- Tove Jensen på Internet Movie Database (engelsk)
- Tove Jensen på The Movie Database (engelsk)
- Tove Jensen på Internet Adult Film Database (engelsk)
- Hjemmeside www.colorclimax.com
- Tove Jensen fanside
- Tove Jensen fanside Arkiveret 22. juni 2012 hos  Wayback Machine
- Tove Jensen på EGAFD